# Keysight Technologies
Keysight Technologies is een Amerikaanse fabrikant van meetapparatuur. Het bedrijf ontstond in 2014 als spin-off van Agilent Technologies. Het stamt daarmee af van het in 1939 opgerichte Hewlett-Packard.
De belangrijkste producten van het bedrijf zijn oscilloscopen, logic analysers, signaalgeneratoren en spectrumanalyzers.